# Helina bohemani
Helina bohemani är en tvåvingeart som först beskrevs av Ringdahl 1916.  Helina bohemani ingår i släktet Helina och familjen husflugor. Arten är reproducerande i Sverige. Inga underarter finns listade i Catalogue of Life.